# Schleswig-Holstein-Sonderburg-Wiesenburg
Il casato di Schleswig-Holstein-Sonderburg-Wiesenburg è stato un ramo cadetto del casato di Schleswig-Holstein-Sonderburg, a sua volta una linea minore del casato degli Oldenburg.
Ebbero il titolo di duca in Danimarca e nel Sacro Romano Impero e proprietà e redditi derivanti dalle sezioni assegnate del ducato di Schleswig-Holstein, ma la sovranità su queste terre rimaneva al re di Danimarca.
Capostipite fú Philipp Ludwig von Schleswig-Holstein-Sonderburg (*1620 - +1689), Principe della Corona di Norvegia, Duca di Schleswig Holstein Sonderburg Wiesenburg, di Stormarn e del Dithmarschen, Conte a Oldenburg e Delmenhorst, Consigliere Imperiale di Guerra, Tenente Feldmaresciallo Imperiale.

## Sfondo

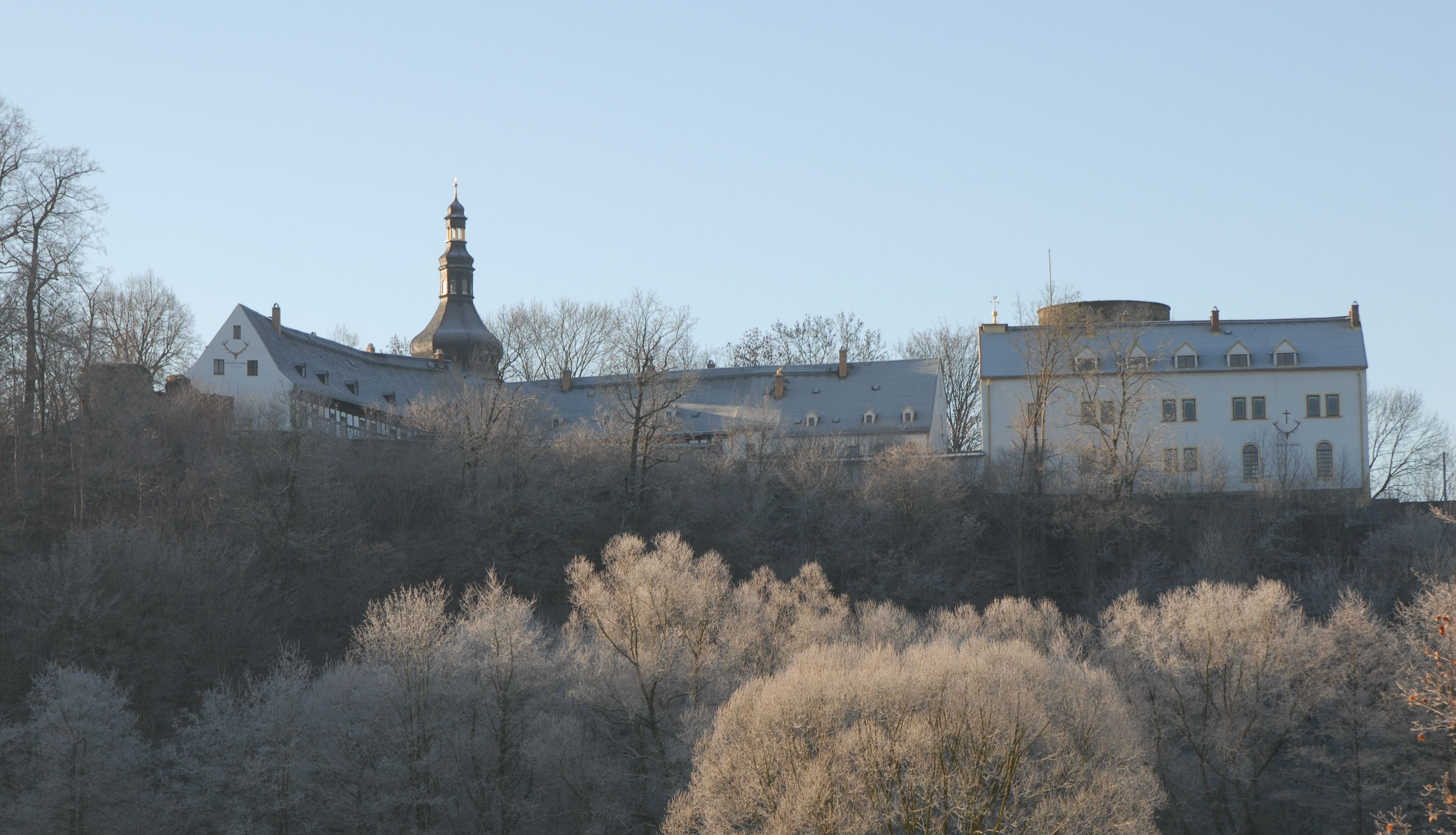
Il castello di Wiesenburg in Sassonia dava il suo nome a questo ramo della famiglia ducale

Il fondatore della casata fu Filippo Luigi (1620–1689), che  nel 1664 acquistò l'Amt di Wiesenburg nel circondario dei Monti Metalliferi in Sassonia dall'elettore Giovanni Giorgio II di Sassonia, ma senza alcun privilegio sovrano.. L'acquisto comprendeva il castello di Wiesenburg, una città e 18 villaggi. Investì nel settore minerario a Schneeberg e Neustädtel e negli anni 1670 fece grandi profitti e divenne un ricco imprenditore minerario. Nel 1675 vendette per 100.000 talleri il castello di Wiesenburg, che aveva restaurato, con le terre circostanti ed i diritti sovrani, al figlio maggiore, Federico (1651–1724), che serviva come luogotenente generale imperiale in Ungheria. Nel 1686, Filippo Luigi comprò Oberkotzau in Franconia dal margravio Cristiano Ernesto di Brandeburgo-Bayreuth. Morì nel 1689 a Oberkotzau.
Suo figlio Federico fu infelicemente sposato con Carolina di Legnica (1652–1707) fino a che ella divorziò da lui nel 1680. Vendette Wiesenburg nel 1723 al suo unico figlio, Leopoldo (1674–1744), che lo vendette a sua volta poco tempo dopo la morte di Federico, nel 1725, al re Augusto II di Polonia per 126.400 talleri. Il duca Leopoldo si era convertito al cattolicesimo e aveva sposato la principessa Maria Elisabetta del Liechtenstein (1683–1744). Fu un consigliere segreto imperiale ed un cavaliere dell'ordine del Toson d'oro (nr. 648). Ebbe cinque figlie femmine e nessun erede maschio. La linea di Schleswig-Holstein-Sonderburg-Wiesenburg si estinse con il duca Leopoldo.

## Duchi
| Periodo regno | Nome                      | Note                                                                                        |
| ------------- | ------------------------- | ------------------------------------------------------------------------------------------- |
| 1664–1685     | Filippo Luigi (1620–1689) | primo duca, il più giovane dei figli maschi di Alessandro di Schleswig-Holstein-Sonderburg  |
| 1685–1723     | Federico (1651–1724)      | figlio di Filippo Luigi, generale maggiore in Ungheria, cavaliere dell'ordine dell'Elefante |
| 1723–1725     | Leopoldo (1674–1744)      | figlio di Federico, consigliere segreto imperiale a Vienna                                  |